# イツコアトル

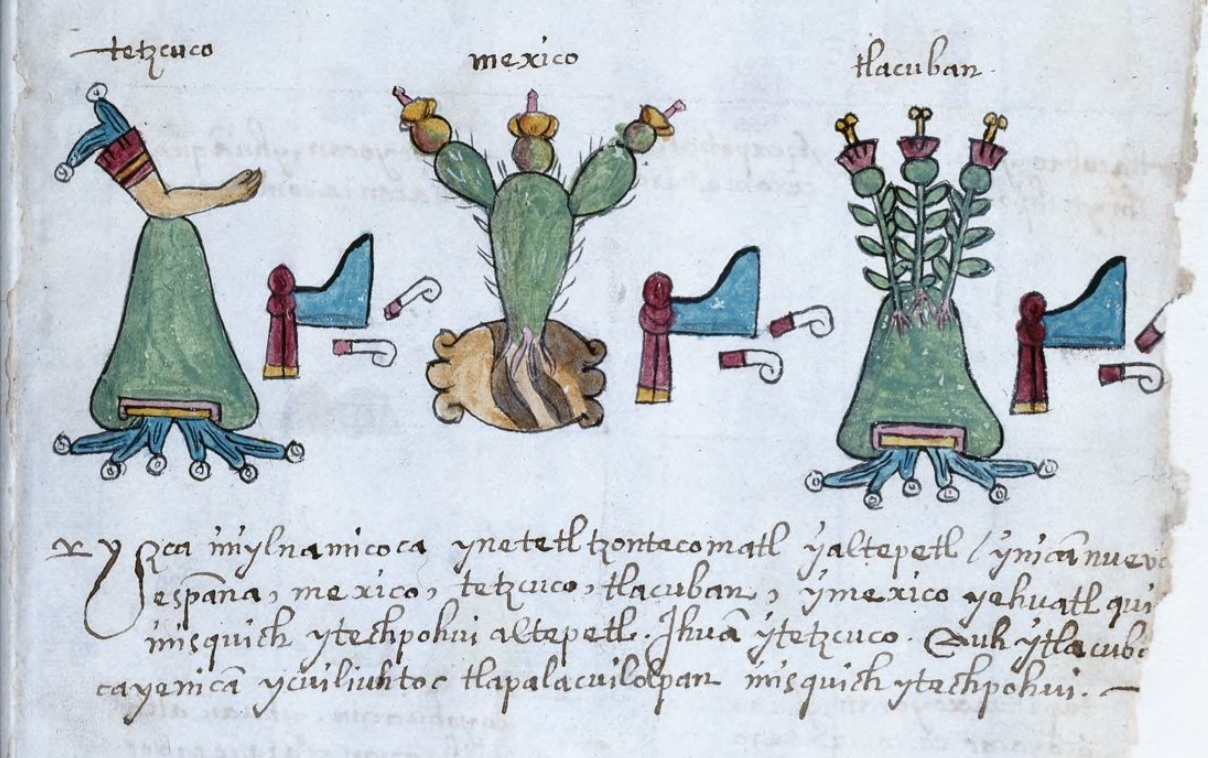
左からテスココ、メシコ（テノチティトラン）、トラコパンを表すアステカ文字。（オスナ絵文書）

イツコアトル（ナワ語群: Itzcōātl [it͡sˈkoːaːt͡ɬ] ( 音声ファイル)、1380年-1440年）は、メシカの都市国家テノチティトランの第4代トラトアニ（統治者）である（在位1427年-1440年）。イツコアトルの時代にテノチティトランはテパネカの都市国家アスカポツァルコに対する従属から脱し、テスココおよびトラコパンとのアステカ三国同盟（アステカ帝国）を創始した。
イツコアトルとは「黒曜石(itztli)の蛇(coatl)」を意味する。

## 生涯
イツコアトルはテノチティトラン初代トラトアニであるアカマピチトリの子で、第2代トラトアニのウィツィリウィトルの異母弟である。年代記X (Crónica X) によれば、母はアスカポツァルコの奴隷または八百屋であった。
ウィツィリウィトルとチマルポポカの治世において、イツコアトルはトラコチカルカトル (Tlacochcalcatl) （将軍）の位にあった。アスカポツァルコの後継者争いにからんでチマルポポカが殺されると、イツコアトルはこの困難な状況に対応できる経験者として、47歳で新しいトラトアニに選ばれた。
イツコアトルはアスカポツァルコの新王であるマシュトラに対するテパネカ内部の反対勢力であるトラコパンのトトキワストリ、およびアコルワの都市国家テスココのネサワルコヨトルと同盟を結んだ。また、内政面では甥のトラカエレルをシワコアトル（宰相に相当）という新しい役職につけた。
1428年、テノチティトラン・テスココ・トラコパンの三国同盟は114日間にわたる戦闘によってアスカポツァルコを倒した。これによってテノチティトランは長年のアスカポツァルコに対する従属から脱することができた。
三国はその後も同盟を持続し、征服地からの貢納品はテノチティトラン：2、テスココ：2、トラコパン：1の割合で分けることに決めた。
三国同盟はテパネカがかつて支配していたメキシコ盆地の他の都市も攻撃した。
イツコアトルはまた公式の歴史を書き変えた。ベルナルディーノ・デ・サアグンによると、イツコアトルは既存の文書をすべて焚書したという。公式の歴史では、テノチカ（テノチティトランの人々がトラテロルコと区別するために当時使っていた自称）はアストラン＝テオクルワカンを故地として、クルワカンで土地の貴族と婚姻を結び、初代トラトアニのアカマピチトリが生まれたとされるが、これは自らがトルテカの出自であることを強調するもので（クルワカンはトルテカによって作られたとされる）、王家がチチメカに由来する痕跡を抹消しようとしたものである。アコルワの伝える歴史ではアカマピチトリはアスカポツァルコの出身とされていて、コルワカンとは無関係である。メシカの民はテノチカの自称を捨てて、クルワ＝メシカを自称とするようになった。
イツコアトルは1440年に病死し、甥のモクテスマ1世が後をついで第5代トラトアニに即位した。トラカエレルが引き続きシワコアトルをつとめた。
イツコアトルにはテソソモクという息子があり、モクテスマ1世の娘であるアトトストリと結婚した。この2人の子であるアシャヤカトル、ティソク、アウィツォトルの3人はいずれもトラトアニに即位した。